# Manifestations de 2021 en Mongolie
Les manifestations de 2021 en Mongolie sont des manifestations de masse et une grève nationale ayant abouti à la chute du Premier ministre Ukhnaagiin Khürelsükh après que des manifestants sont descendus dans la rue par milliers, protestant contre la réponse du gouvernement à la pandémie de Covid-19 en Mongolie du 20 au 22 janvier 2021. Les manifestants ont exigé la chute du gouvernement et du président face à l'incapacité à contenir la hausse des cas malgré 1584 cas et 3 décès,.